# Великополюхівська сільська рада
| Великополюхівська сільська рада — колишній орган місцевого самоврядування у Золочівському районі Львівської області з адміністративним центром у с. Великий Полюхів. Історична дата утворення: в 1994 році. Сільській раді були підпорядковані населені пункти: - с. Великий Полюхів |

## Склад ради
Рада складалася з 16 депутатів та голови.

### Керівний склад ради
| ПІБ                    | Основні відомості                                                                              | Дата обрання | Дата звільнення |
| ---------------------- | ---------------------------------------------------------------------------------------------- | ------------ | --------------- |
| Костів Олег Богданович | Сільський голова, 1965 року народження, освіта, член Народного Руху України                    | 26.03.2006   | 31.10.2010      |
| Костів Олег Богданович | Сільський голова, 1965 року народження, освіта середня спеціальна, член Народного Руху України | 31.10.2010   |                 |

Примітка: таблиця складена за даними джерела